# Войнишка партизанска бригада „Георги Димитров“
Войнишка партизанска бригада „Георги Димитров“ (известна още като Трета българска народоосвободителна бригада) e българско партизанско формирование, създадено от дезертирали български военнослужещи, преминали на страната на комунистическата партизанска Югославска народна освободителна армия през 1944 г.
Образувана е и действа на югославска територия. На 17 май 1944 г. дезертират 2 усилени пехотни роти от Първа дружина на 123-ти пехотен полк, общо около 250 войника. Начело с дружинния командир и командира на 1 от ротите се присъединяват организирано, заедно с цялото си въоръжение, към югославските партизани в района на град Лебане (югозападно от Лесковац, Южна Сърбия). Побратимяват се с XI сръбска народоосвободителна бригада. Формират самостоятелна бригада „Георги Димитров“. Командир на бригадата е земеделецът поручик Атанас Русев, политкомисар е комунистът Кирил Игнатов. Бригадата е в оперативно подчинение на ЮНОА. По-късно политкомисар на бригадата е Славчо Ангелов.
Бригадата се подразделя на 2 батальона, а след присъединяването към нея на партизани от Трънския и Кюстендилския партизански отряд – на 3 батальона с общ числен състав 300 души.
Съвместно с югославски партизани провежда редица бойни акции. Унищожава летището на Луфтвафе при Лесковац, води боеве с части на Вермахта при Гърделишка клисура, Прешово, Власотинци, Кратово и Крива паланка.
По време на Деветосептемврийския преврат бригадата се намира в Кратово, а на 12 септември пристига в Кюстендил.
На 9 септември 1944 г. в сражение с български армейски и жандармерийски подразделения превзема град Кратово и се прехвърля в България.